# 9,2-дюймовая гаубица
9,2-дюймовая гаубица (англ. BL 9.2-inch howitzer) — британская 233,7-мм полустационарная осадная гаубица, которая в годы Первой мировой войны находилась на вооружении британских войск во Франции. Она составляла значительное число осадных батарей Королевской гарнизонной артиллерии. Она оставалась на вооружении примерно до середины Второй мировой войны.

## История
Толчком к созданию сверхтяжёлой осадной гаубицы послужили прогресс технологий и наличие 210-мм гаубиц на вооружении Германской имперской армии.
Великобритания приобрела 9,45-дюймовую гаубицу Шкода у Австрии в 1900 году для применения в Южной Африке. Практическое использование указало на недостаточную высоту подъёма орудия. Поэтому Великобритания приступила к разработке своей гаубицы, с сохранением изначальной австрийской тележки для транспортировки орудия, состоявшей из трёх частей на конной или механической тяге.
Первый опытный экземпляр выпущен в 1913 году. Испытания в 1914 показали превосходство образца над конкурентами и одобрено принятие его на вооружение. Был размещён заказ на 16 орудий и ещё 16 заказаны в октябре 1914 года. Первый образец начал действовать на фронте во Франции 31 октября 1914 года. Массовое производство гаубиц началось с 1915 года.

## Описание
Гаубицу перевозили в трёх частях: корпус и люлька, лафет и ствол. Буксировалось орудие конями-тяжеловозами либо тягачом Holt. Лафет представлял собой сегментированную наземную платформу, собранную из стального профиля и закреплённого болтами до утопленного заподлицо с землёй.
Коробка заземления, установленная над землёй на передней части трюма, массой 9100 кг (Mk 1) или 11 200 кг (Mk 2) земли предотвращала его «раскатывание». На мягкой земле дополнительные балки использовались под трюмом. Каретка была установлена на платформе, она поворачивалась спереди и проходила до 30 градусов влево и вправо с помощью цилиндрического зубчатого колеса, включающего изогнутую зубчатую рейку в казенной части платформы, с весом каретки на валки.
Трубчатая люлька, поворачиваемая цапфами, поддерживала ствол — трубу, связанную проволокой, — и соединяла её с гидропневматической системой отдачи с плавающим поршнем (первое использование британцев в этом) и гидравлическим буфером. Тем не менее, первоначальная конструкция страдала от чрезмерной отдачи и была изменена в 1916 году. В 1917 году отдача была дополнительно улучшена за счёт добавления индикатора отдачи и отключающего механизма. Полная отдача (40-дюймовый Mk I, 44-дюймовый Mk II) была разрешена при более низком возвышении, следовательно, поглощая большую часть горизонтальной (то есть обратной) силы. Более короткая отдача (23-дюймовый Mk I, 20-дюймовый Mk II) была разрешена на большой высоте, где сама земля могла поглощать большую часть вертикальной (то есть направленной вниз) силы отдачи. Это предотвратило попадание казенной части на платформу. Для загрузки снаряда ствол должен был быть опущен на 3°, как видно на фотографии, показанной ниже, гаубицы австралийской 55-й осадной артиллерийской батареи.

### Mark II
Дальность действия Mk I была относительно небольшой, и в июне 1916 года старший командующий артиллерией во Франции генерал-майор Бёрч потребовал, в числе других артиллерийских улучшений, увеличить дальность до 14 000 м, даже если это повлечёт за собой увеличение веса гаубицы. Это привело к появлению пушки Mark II в декабре 1916 года с более тяжёлым максимальным зарядом, более длинным стволом и увеличенной дальностью 12 742 м. Тем не менее, боевой опыт показал, что ствол с более высокой скоростью Mk II имел уменьшенный срок службы, оцениваемый в 3500 выстрелов. Средний срок службы ствола Mk I по боевому опыту оценивался в 6000 выстрелов.
|  |  |  |

## Боевое использование
Одним из недостатков системы разборки была невозможность стрельбы непосредственно из буксируемого лафета, как это могла делать 8-дюймовая гаубица. Как правило, требовалось 36 часов для демонтажа оружия из его ходовой конфигурации и подготовки к стрельбе. Тем не менее, стабильность крепления лафета сделала её «самой точной из тяжёлых гаубиц».
У Британской империи в ходе Первой мировой войны орудие служило только на Западном фронте с 36 британскими, одной австралийской и двумя канадскими батареями. Размер батарей увеличился с четырёх орудий до шести в 1916—17. Первоначально, батареи были в группах тяжёлой артиллерии (Heavy Artillery Groups): обычно одна батарея 9,2 дюйма с другими четырьмя батареями, оснащёнными по-разному. Группы среднего звена были переименованы в бригады RGA (Brigades RGA), и были разные типы орудий в них, но схема с одной 9,2-дюймовой батареей в бригаде была сохранена.
Во время Второй мировой войны некоторые орудия отправлялись во Францию с британскими экспедиционными силами, но их основное развёртывание было в Соединённом Королевстве в качестве защиты от вторжения. Согласно послевоенным мемуарам комика Спайка Миллигана, который служил в 56-м тяжёлом артиллерийском полку Королевской артиллерии, 9,2-дюймовые боеприпасы гаубиц были настолько ничтожны в первые годы Второй мировой войны, что обучающиеся расчёты орудий были вынуждены имитировать выстрелы, так как не было доступных снарядов для практики.
|  |  |

## Боеприпасы
Основными боеприпасами были осколочно-фугасные снаряды, заполненные аматолом, тротилом или лиддитом. Стандартный вес снаряда составлял 130 кг. Однако было 19 вариантов оболочки ОФС, некоторые с подвариантами. Более поздние снаряды имели заполнение, которое варьировалось между 11 и 18 кг ВВ, а тела снарядов варьировались по длине от 71 и 81 см. Было также некоторое использование снарядов, заполненной шелитом (Shellite) — развитием лиддита, представляющим собой взрывоопасную смесь пикриновой кислоты и динитрофенола или пикриновой кислоты и гексанитродифениламина в соотношении 70/30. Более поздние взрыватели включали различные версии № 101, 106 и 188. Более трёх миллионов снарядов было израсходовано во время войны.
Химические снаряды были введены в 1918 году, они были заполнены горчичным газом, стойким химическим агентом. Однако их было выпущено всего лишь 7000 снарядов.
|  |  |

### Media
- Geoffrey Malins. Destruction of a German blockhouse by 9.2 howitzer [film]. IWM Collections Search. Imperial War Museum (январь 1916). Дата обращения: 26 октября 2013.
- War Office. Chapperton Down Artillery School [film]. IWM Film. Imperial War Museum (1916). Дата обращения: 1 ноября 2013.
- BL 9.2-inch Howitzer Marks I & II. YouTube. Дата обращения: 26 октября 2013.